# Al-Hassan al-Yami
al-Hassan al-Yami (arabisch الحسن اليامي, DMG al-Ḥasan al-Yāmī; * 21. August 1972 in al-Chafdschi) ist ein saudi-arabischer Fußballspieler. Er trägt den Spitznamen „Der Vogel“.

## Karriere
Der gelernte Stürmer spielte ab 1996 für den Verein al-Ittihad. In der Saison 2005/06 wechselte er zu Najran SC. al-Yami nahm an der Fußball-Weltmeisterschaft 2002 teil und war Teil der Mannschaft, die in einem Gruppenspiel gegen Deutschland mit 0:8 verlor. Er wurde 21-mal in der Nationalmannschaft eingesetzt und erzielte dabei fünf Tore.